# Angela Grauerholz
Angela Grauerholz (* 1952 in Hamburg) ist eine deutsch-kanadische Fotografin und Installationskünstlerin.

## Leben und Werk
Angela Grauerholz studierte von 1972 bis 1976 Grafikdesign an der Kunstschule Alsterdamm in Hamburg, und parallel von 1974 bis 1976 Literatur und Sprachwissenschaft an der Universität Hamburg. 1976 emigrierte sie nach Montreal, Kanada und erlangte dort 1980 den Master of fine Arts an der Concordia University.
1980 war sie eine der Gründerinnen des Artexte Information Centre und arbeitete bis 1986 in dem Archiv. 1988 wurde Grauerholz auf einen Lehrstuhl an der École de design de l’UQAM berufen und war dort von 2008 bis 2012 Direktorin der Fakultät für Design.
Am Anfang ihrer Karriere fotografierte Grauerholz schwarzweiß, in den 1990er Jahren experimentierte sie auch mit Farbfotografie. Angela Grauerholzs Fotografien zeichnen sich durch „eine ihnen eigene Zeitlosigkeit“ aus.
„For decades, Angela Grauerholz has been consistently building a body of work that evokes place, memory and archives, time past and present“ / „Jahrzehntelang hat Angela Grauerholz konsequent ein Lebenswerk geschaffen, das an Raum, Speicher und Archive, die Vergangenheit und Gegenwart erinnert“, äußerte sich Edward Burtynsky bei der Verleihung des Scotiabank Photography Award.

## Ausstellungen (Auswahl)
- 1990: Biennale of Sydney, Australien
- 1992: documenta IX, Kassel
- 1995: Carnegie International, Pittsburgh
- 1991: Angela Grauerholz: Fotografien. Westfälischer Kunstverein, Münster
- 1995: Angela Grauerholz (photographies 1990–1995). Kunstverein Hannover, Hannover
- 2015: In Order to Join – the Political in a Historical Moment. Museum Abteiberg, Mönchengladbach

## Auszeichnungen
- 2015: Scotiabank Photography Award[5]
- 2014: Governor General Award in Visual and Media Arts, Canada Council for the Arts, Ottawa
- 2013: Shortlist des Scotiabank Photography Award, Toronto
- 2006: Prix Paul-Émile-Borduas, Québec